# Ablemma erna
Espèce
Ablemma erna est une espèce d'araignées aranéomorphes de la famille des Tetrablemmidae.

## Distribution
Cette espèce est endémique de Sumatra en Indonésie. Elle se rencontre sur le Gunung Simarpalatuk.

## Description
Les mâles mesurent de 1,0 à 1,1 mm et les femelles de 1,1 à 1,2 mm.

## Publication originale
- Lehtinen, 1981 : Spiders of the Oriental-Australian region. III. Tetrablemmidae, with a world revision. Acta Zoologica Fennica, vol. 162, p. 1-151.